# Boody Gilbertson
Merlin Russell Gilbertson, detto Boody (Richland, 3 luglio 1922 – Everett, 23 maggio 2015), è stato un cestista statunitense, professionista nella NBL.

## Carriera
Giocò una stagione nella NBL, disputando complessivamente 64 partite con 3,9 punti di media.